# Бачата
Бачата е популярна музика и танц, произхождащи от Доминиканската република.
Основният инстурмент, на който се свири, е китара. Темата им обикновено е романтична, като най-често текста разказва история за несподелена любов и разбито сърце.
За първи път бачата официално е призната като музикален стил през 1962 г., когато е направен първият звукозапис от Хосе Мануел Калдерон на първия сингъл „Borracho de amor“ и "Que sera de mi (Condena).
Възникването на бачата се свърза с напрегната социална обстановка, която цари в Доминиканската република в началото на 1960-те години след свалянето на диктатора Рафаел Леонидас Трухильо Молина.
В началото се е приемала само като музика за слушане, но с ускоряване на ритъма и възникване на нови стъпки, бачата започва да се възприема като танцувален стил.
Дълго време в Доминиканската република има негласна забрана за бачата. Песни, в този стил не се пускат по дискотеките и не се предават по радиото (изключение е правила само станция „Радио Гуарачита“. Записи с бачата не се продават и по музикалните магазини.
През 1992 г. Хуан Луис Гуера печели награда Грами със своя албум „Bachata Rosa“ и така бачата получава международно признание.
Една от най-известните групи, изпълняваща бачата е Aventura (Авентура) от Доминиканската република, а песента им „Obsession“ стига до върха на музикалните класации както в Северна и Южна Америка, така и в Европа. Други популярни изпълнители на бачата са Antony Santos, Monchy y Alexandra, Raulin Rodriguez и др.
В музикално отношение бачата представлява смесица на болеро и доминиканско соно. На развитието на бачата оказват влияние и изпълнители като триото „Лос Панчос“, „Матаморос“ и Хулио Харамильо. Музиката е в такт 4/4.

## Инструменти
Главна роля при изпълнение на бачата има акустичната китара или нейната близка родственица карибската китара рекинто, която се отличава с рязко метално звучене. В качеството на ударен инструмент се използва бонго.